# نیروی هوایی ماداگاسکار
نیروی هوایی مادگاسکار (مالاگاسی) شاخه هوایی نیروهای مسلح خلق ماداگاسکار است.

## تاریخچه
نیروی هوایی مالدگاسکار (مالاگاسی) در سال ۱۹۶۰ با هواپیماهایی که عمدتاً در اختیار نیروهای مسلح فرانسوی بودند همانند داگلاس دی سی-۳، بروشارد هاستل و داسو ام دی ۳۱۲ پایه‌گذاری شد. در سال ۱۹۷۰، نیروی هوایی مادگاسکار دارای۴۰۰ پرسنل بوده و ناوگانی شامل ۱۰ فروند هواپیمای ترابری، ۱۱ فروند هواپیمای رابط، سه فروند هواپیمای آموزشی و ۱۰ فروند هلیکوپتر را در اختیار داشت. نیروی هوایی مالاگاسکار در سال ۱۹۷۹ چهار جنگنده میگ-۱۷ اف را از کره شمالی دریافت کرد. اولین میل می -۸ را در سال ۱۹۷۶ و دو فروند آنتونوف-۲۶ را در سال ۱۹۸۰ دریافت نمود. همچنین چندین فروند هلیکوپتر چند منظوره آلوئت ۳ را نیز در اوایل دهه ۱۹۸۰ در اختیارگرفت. در زمانی نامعلوم در سالهای ۱۹۸۰، نیروی هوایی مادگاسکار ۱۰ فروند جنگنده میگ-۲۱ بیس و دو هواپیمای آموزشی میگ-۲۱ یو. ام را نیز دریافت کرد. میگ‌های ۲۱ در طی سالهای ۱۹۹۰ تا ۲۰۰۱ عملیاتی بودند ولی پس از مدت زمان کوتاهی همگی در انبار ذخیره شدند.
در سال ۲۰۰۹ نیروی هوایی مالاگاسی چهار فروند آلوئت ۲ که سابقاً در خدمت نیروی هوایی بلژیک بودند، را دریافت نمود.
برای بیش از یک دهه تنها هواگردهای عملیاتی در این نیروی هوایی آلوئت ۲، کاسا سی-۲۱۲ و برخی از هواپیماهای سبک قدیمی بودند، زیرا آخرین آنتونوف-۲۶ در حدود سال ۲۰۰۹ بازنشسته شده بود. در سال ۲۰۱۹ نیروی هوایی مالاگاسی یک کاسا/آی‌پی‌تی‌ان سی‌ان-۲۳۵ را دریافت نمود که آنرا جایگزین برخی از تجهیزات قدیمی خود نماید

## سازمان
نیروی هوایی مادگاسکار (مالاگاسی) از پایگاه‌هایی در آنتالاها، آنتسوهیهی، آریوونیمامو ،دیگو سوارز ،فیانارانتسوآ، فورت دافین، ماهاجانگا، نوسی به، تواماسینا و تولیارا به عملیات می‌پردازد. از هواپیمای جدید کاسا/آی‌پی‌تی‌ان سی‌ان-۲۳۵ به همراه ناوگان هلیکوپترها برای حمل و نقل استفاده می‌شود. آموزش اولیه توسط ناوگان کوچکی از سسنا ۲۰۶ دریافتی از آفریقای جنوبی ارائه می‌شود. یک فروندبوئینگ ۷۳۷ سرویس وی.آی. پی را فراهم می‌نماید.

## ناوگان

### ناوگان فعلی

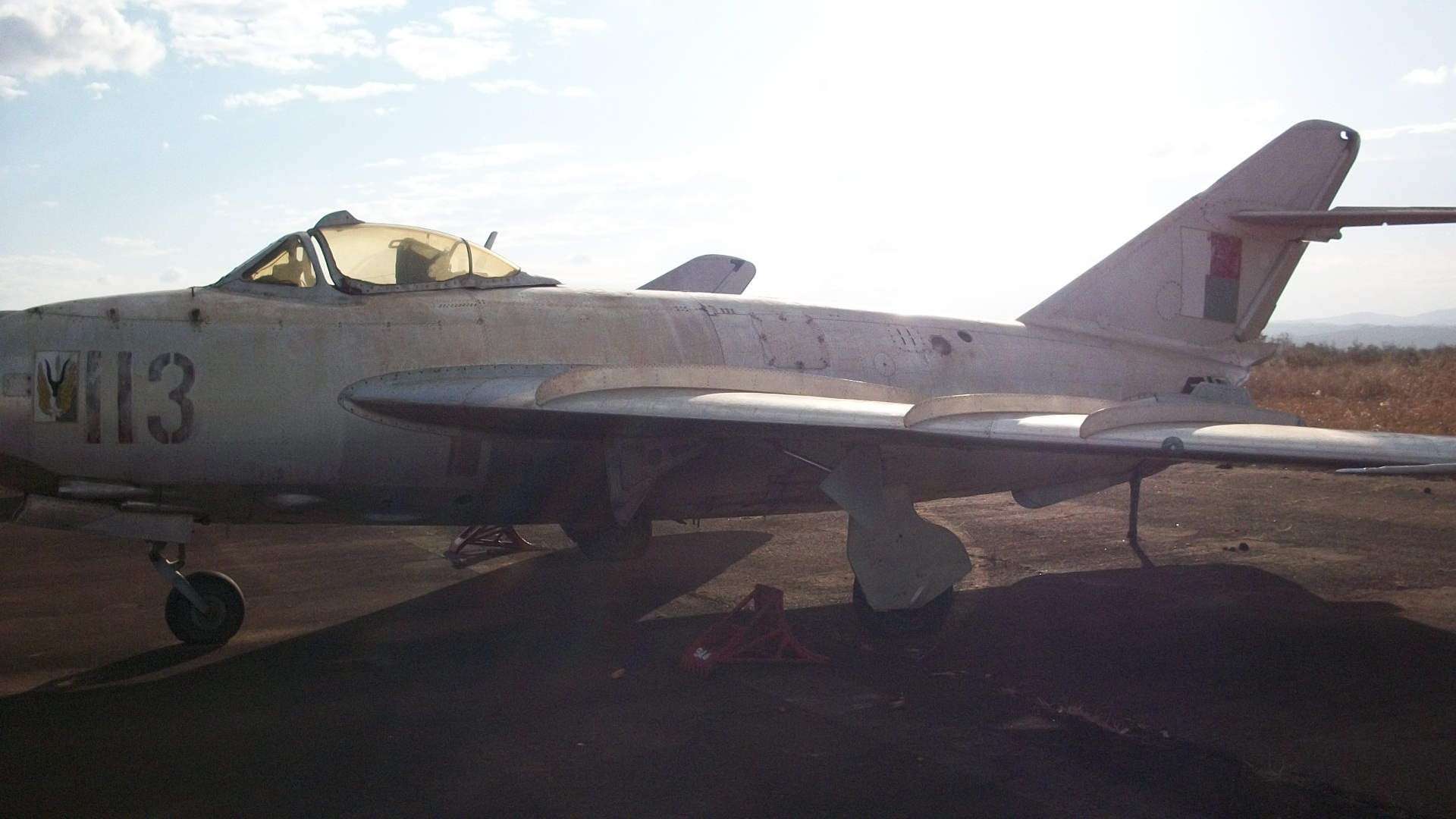
یک فروند میگ ۱۷ در فرودگاه ایواتو

| هواگرد                   | مبداساخت            | ماموریت            | گونه               | تعداد در حال خدمت  | توضیحات                  |
| ترابری (حمل و نقل)       | ترابری (حمل و نقل)  | ترابری (حمل و نقل) | ترابری (حمل و نقل) | ترابری (حمل و نقل) | ترابری (حمل و نقل)       |
| ------------------------ | ------------------- | ------------------ | ------------------ | ------------------ | ------------------------ |
| کاسا/آی‌پی‌تی‌ان سی‌ان-۲۳۵   | اسپانیا/ اندونزی    | حمل و نقل          |                    | ۱                  |                          |
| کاسا سی-۲۱۲              | اسپانیا             | حمل و نقل          |                    | ۱                  |                          |
| بوئینگ ۷۳۷               | ایالات متحده آمریکا | وی.آی. پی          |                    | ۱                  |                          |
| آموزشی                   |                     |                    |                    |                    |                          |
| سسنا ۲۰۶                 | ایالات متحده آمریکا | آموزش عمومی        |                    | ۵                  | دریافتی از آفریقای جنوبی |
| بالگردها                 |                     |                    |                    |                    |                          |
| آئروسپاسیال آلوئت ۲      | فرانسه              | بالگرد چندمنظوره   |                    | ۲                  |                          |
| یوروکوپتر ای‌اس۳۵۰ اکوروی | فرانسه              | بالگرد چندمنظوره   |                    | ۳                  |                          |
| ام‌بی‌بی/کاوازاکی بی‌کی ۱۱۷ | ژاپن/ آلمان         | بالگرد چندمنظوره   |                    | ۱                  |                          |

### کتابشناسی
- Cooper, Tom; Weinert, Peter; Hinz, Fabian; Lepko, Mark (2011). African MiGs, Volume 2: Madagascar to Zimbabwe. Houston: Harpia Publishing. ISBN 978-0-9825539-8-5.